# Helmut Josef Wagner
Helmut Josef Wagner (* 26. März 1954 in Berchtesgaden) ist Diplom-Kaufmann und Teamchef der SG Hoechst Classique.

## Kindheit, Jugend, Studium
Helmut Wagner hat Abitur und studierte von 1974 bis 1982 Betriebswirtschaft an der Johann Wolfgang von Goethe-Universität in Frankfurt mit den Schwerpunkten Marketing, Handelsbetriebslehre, Operation Research und Soziologie. Seinen Wehrdienst absolvierte er 1973–1974 bei der Luftwaffe in Erndtebrück.

## Berufsleben
1982 bis 1996 arbeitete er bei der Hoechst AG, die 1996 die HiServ GmbH ausgliederte, die wiederum 2000 in die Triaton GmbH überging. Dort arbeitete Helmut Wagner bis 2005 unter anderem als SAP Partnermanager.
2006 und 2007 reorganisierte er den SiT e. V. Hofheim. 2008 gründete er seine eigene Firma sportXmedia sport & event management und machte sein Hobby Fußball zum Beruf.

## Privatleben
Helmut Wagner ist verheiratet. Zu seinen Hobbys zählen neben dem Fußball Musik und Theater. 1987 gründete er die SG Hoechst Classique, diese Altherren-Fußball Mannschaft gehört zu den erfolgreichsten in Deutschland und wurde 2017 Deutscher Ü-40 Meister in Berlin. Die Mannschaft spielt immer für einen guten Zweck Fußball und sammelte seit Bestehen über eine halbe Million Euro.

## Ehrungen
Für sein Engagement mit der SG Hoechst Classique bekam Helmut Wagner im Mai 2009 das Bundesverdienstkreuz am Bande. Die Spendeneinnahmen in Höhe von 505.000 Euro wurden bisher an eine Stiftung für körperlich und geistig schwerstbehinderte Kinder gespendet. Seit dem Jahr 2010 spielt die SG Hoechst Classique für World Vision.